# Филипченко, Юрий Александрович
Юрий Александрович Филипченко (1 (13) февраля 1882, с. Злынь — 19 мая 1930, Ленинград) — советский биолог и генетик, известный своей педагогической и научно-организаторской деятельностью. Его научные интересы охватывали: генетику качественных и количественных признаков, включая наследование таланта у человека, евгенику, генетические основы эволюции. Он предложил понятия «микроэволюция» и «макроэволюция». Ю. А. Филипченко оставил обширную научную школу.

## Биография
Родился в семье Александра Ефимовича Филипченко (1842—1900) и его жены Анны Семёновны, урождённой Любавиной  (1862—1942).
После окончания гимназии в 1900 году поступил в Военно-медицинскую академию, а через год перевелся на естественное отделение физико-математического факультета Санкт-Петербургского университета. В декабре 1905 года по политическому делу попал в тюрьму. Освободившись из тюрьмы, весной 1906 года сдал выпускные экзамены, получив диплом первой степени. Ю. А. Филипченко был оставлен при университете для подготовки к профессорской деятельности в лаборатории зоологии беспозвоночных В. Т. Шевякова. Одновременно он работал ассистентом по энтомологии у М. Н. Римского-Корсакова на Стебутовских агрономических курсах, а также преподавал в старших педагогических классах женских гимназий курс общей биологии. В 1911 году он был командирован в Германию в лабораторию Рихарда фон Гертвига для подготовки магистерской диссертации. Там же он познакомился с выдающимся генетиком Р. Гольдшмидтом. Весной 1912 года Ю. А. Филипченко посещает Неаполитанскую биологическую станцию для сбора материала по эмбриологии ракообразных. В 1913 году Филипченко защитил магистерскую диссертацию по зоологии и сравнительной анатомии.
С 1913 года читал в Петербургском университете первый в России курс лекций по генетике — «Учение о наследственности и эволюции». В 1917 году защитил докторскую диссертацию на тему «Изменчивость и наследственность черепа у млекопитающих», в 1918 году получил должность профессора, а в 1919 возглавил только что организованную в университете кафедру генетики и экспериментальной зоологии.
Перед революцией и в первые годы советской власти Ю. А. Филипченко активно включился в научно-организаторскую деятельность: работал в постоянной Комиссии по изучению естественных производительных сил России, в Комиссии по улучшению быта учёных, в Свободной ассоциации для распространения положительных знаний. По делам университета Филипченко постоянно взаимодействовал с представителями новой власти, что не помешало его аресту в апреле 1919 года. Благодаря энергичному заступничеству А. М. Горького и Академии наук он был вскоре выпущен на свободу. Венцом его научно-организаторской активности было создание (вместе с рядом других университетских профессоров-биологов) в 1920 году Петергофского естественно-научного института (ПЕНИ) (позднее БиНИИ - Биологический научно-исследовательский институт) и организация в 1921 году Бюро по евгенике при Академии наук.
«Бюро по евгенике» в 1925 году было переименовано в «Бюро по генетике и евгенике», а в 1929 — в «Бюро по генетике». В 1930 году Бюро было выделено в «Лабораторию по генетике АН СССР», которая позднее была реорганизована в Институт генетики АН СССР.
Автор первых советских учебников по генетике и экспериментальной зоологии.
Основные труды посвящены наследственности человека, генетическим основам селекции, проблемам эволюции.
Юрий Александрович Филипченко создал обширную научную школу, многие представители которой стали известными учеными-генетиками: М. Л. Бельговский, А. А. Прокофьева-Бельговская, Н. С. Бутарин, Ф. Г. Добржанский, А. И. Зуйтин, И. И. Канаев, Ю. Я. Керкис, Н. Н. Колесник, Т. К. Лепин, Я. Я. Лус, Н. Н. Медведев, Ю. М. Олёнов, Е. П. Раджабли, Н. Я. Фёдорова, Р. А. Мазинг, Ю. Л. Горощенко и другие.
Одним из первых применил вариационную статистику в биологии.
Вывел сорт пшеницы «Петергофка».
Скоропостижно скончался от менингита весной 1930 года, похоронен на Смоленском православном кладбище, могила сохранилась.

## Печатные труды
- Филипченко Ю. А. Развитие изотомы (Isotoma cineria Nic.-Collembola). — Санкт-Петербург: Типография М. М. Стасюлевича, 1912. — 132 с.
- Филипченко Ю. А. Изменчивость и эволюция. — Петроград, 1915. — 90 с. — (Библиотека натуралиста).
- Филипченко Ю. А. Происхождение домашних животных. — Петроград: Изд. Блэка, 1916. — 104 с.
- Филипченко Ю. А. Наследственность. — М.: Наука, 1917. — 302 с. |  Наследственность. — 3-е изд., перераб. — М.; Л.: Государственное издательство, 1926. — 268 с., 101 ил.
- Филипченко Ю. А. Изменчивость и методы её изучения. — М.-Пг.: Госиздат, 1917. — 240 с.
- Филипченко Ю. А. Общедоступная биология. — Петроград: Сеятель, 1923. — 192 с.[9]
- Филипченко Ю. А. Эволюционная идея в биологии : Исторический обзор эволюционных учений XIX века. — М.: Издательство М. и С. Сабашниковых, 1923. — 288 с.
- Филипченко Ю. А. Пути улучшения человеческого рода: Евгеника. — М.—Л.: Госиздат, 1924. — 190 с.
- Филипченко Ю. А. Беседы о живых существах. — М.—Л.: Госиздат, 1925. — 164 с.
- Филипченко Ю. А. Частная генетика. Ч. I. Растения. — Л.: Сеятель, 1927. — 239 с.
- Филипченко Ю. А. Частная генетика. Ч. II. Животные. — Л.: Сеятель, 1928. — 279 с.
- Филипченко Ю. А. Генетика. — М.—Л.: Госиздат, 1929. — 379 с.
- Филипченко Ю. А., Лепин Т. К. Генетика мягких пшениц. — М.: Сельхозгиз, 1934. — 262 с.
- Филипченко Ю. А. Интеллигенция и таланты // Известия Бюро по евгенике. 1925. № 3. С. 83-101.
- Филипченко Ю. А. Бюро по евгенике.(предисловие). //Известия Бюро по евгенике. 1922. № 1. С. 1-4.
- Филипченко Ю. А. Статистические результаты анкеты по наследственности среди учёных Петербурга. // Известия Бюро по евгенике. 1922. № 1. С. 5-21.
- Филипченко Ю. А. Наши выдающиеся учёные. // Известия бюро по евгенике. 1922. № 1. С. 22-38.
- Филипченко Ю. А. Действительные члены в императорской, ныне Российской академии наук за последние 80 лет (1846—1924) // Известия бюро по евгенике. 1926, № 3.

Переиздания
- Филипченко Ю. А. Изменчивость и методы её изучения. Изд. стереотип. Серия: Из наследия естественно-научной мысли: биология. М., URSS, 2020. 232 с.